# Szüzesség

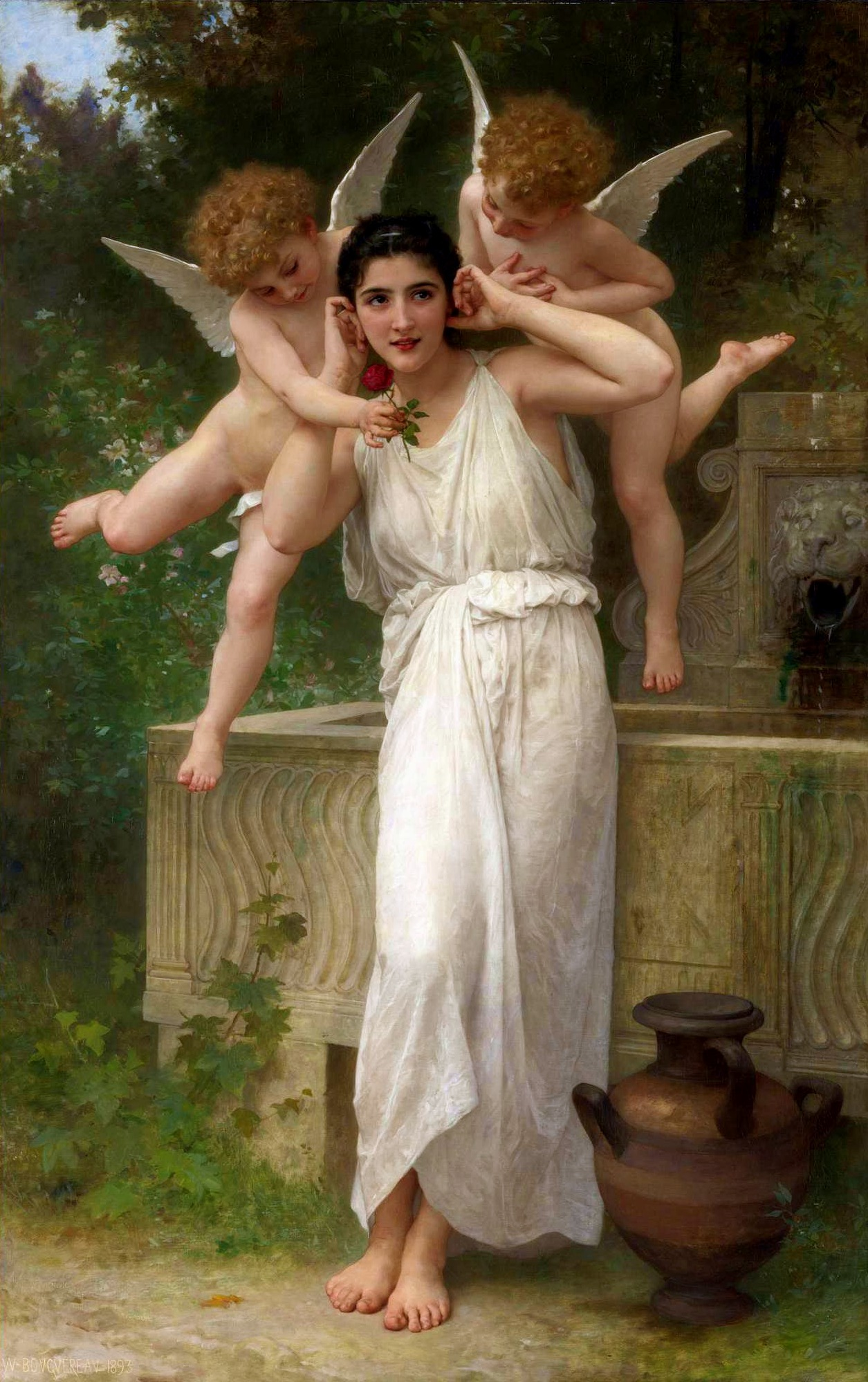
William-Adolphe Bouguereau: Ifjúság. A fehér színt a nyugati kultúrákban hagyományosan a rituális tisztasággal, az ártatlansággal és a szüzességgel társították

A szüzesség (latinul: virginitas) egy személynek, férfinak vagy nőnek biológiai és lelki, mentális állapota, egy gondolkodás- és értékelésforma, valamint a mértéktartásnak a nemiség területén történő megmutatkozása. A fogalom eredetileg mindkét nemre egyaránt vonatkozik, azonban a középkor óta leginkább nőkre használják. A szüzesség kultúránként eltérő fogalom, minden esetben figyelembe kell venni a vallási szempontokat és a társadalmi normákat egyaránt. Egyes közösségekben a teljesen érintetlen, ártatlan lányokat és fiúkat tartják szűznek, máshol pedig az első szexuális közösülésig számítanak annak.
Szűkebb értelemben a szüzesség a nő nemi érintetlenségének a kifejezése, vagyis annak, hogy még férfival nem közösült. Tulajdonképpen etikai fogalom, amely azon alapszik, hogy a leány nemi érintetlensége nagy erkölcsi beccsel bír. A szüzesség bizonyítékának a szűzhártya épségét tekintik, amely közösülésnél rendszerint egy vagy több helyen beszakad és vérzik. Ámde a törvényszéki orvostan már régen nem fogadja el ezt a laikus tételt, mert bizonyos, hogy sok hymen (szűzhártya) olyan sérülékeny, tágulékony és rugalmas, hogy szélei a hímvessző ismételt behatolására sem szakadnak be, hanem sértetlen marad és érintetlennek látszik. Másfelől a hymen akár teljesen hiányozhat is (fejlődési rendellenesség) vagy akár berepedhetnek a szélei más okból, ettől függetlenül etikai értelemben a leány szűznek számít. Orvosi vagy orvostörvényszéki tekintetből sok apróbb jel együttes mérlegeléséből lehet csak óvatosan a szüzesség állapotát meghatározni. Ilyen jelek: a nagy szeméremajkak duzzadtsága, érintkezése és így mintegy a hüvelynek a külvilágtól való első elzárása; a kis szeméremajkak rövidsége, pirossága, merevsége; a szűzhártya sértetlen volta; a szeméremfék rövid és merev volta; a hüvely erős redőzöttsége és szűk volta, falainak érintkezése; a méh hüvelyes részének karcsúsága és az emlők minősége is.
A szexuálpszichológiában egészen addig számít valaki szűznek, amíg hüvelyi behatolás nem történik hímvessző által.

## A Szentírásban

### Az Ószövetségben
A szüzesség az Ószövetségben választott életállapotként abból az okból kifolyólag ismeretlen, hogy a család és a gyermekek születésének jelentősége kimagasló. Csupán a korai zsidóságnál fordul elő a nemi érintkezéstől való megtartóztatásnak bizonyos fokú megbecsülése (Juditnak pl. érdeme volt, hogy miután özvegy lett, nem ment újra férjhez; Jud 16,22.) Követelmény volt a házasság előtti szüzesség a nők számára, a házassági szerződésben pedig a vőlegény jogot formált a lány szüzességére (MTörv 22,13-21); azon nők, akik korábban a nemi erőszaknak estek áldozatául, a hozománya kisebb volt. A férfi számára nem létezett ilyen követelmény sem a házasságkötés előtt, sem pedig a házasságban. Az esszénusok azt kívánták a szekta tagjaitól, hogy az érzékiek fölött teljes mértékben uralkodjanak és rendszerint cölibátusban éltek. Josephus Flavius szerint létezett egy csoportjuk, amely a házasságot engedélyezte (ZsidHáb 2,8,13), ám ha a szüzességi életformát választók száma elenyésző lett volna, ez esetben Jézus példája a környezetében nem maradhatott volna visszhang nélkül.

### Az Újszövetségben
Az Újszövetség szerint Keresztelő János és Jézus mindketten cölibátusban, vagyis szüzességben éltek. Jézus tanítása szerint egyesek a mennyek országáért önként mondanak le a házasságról (Mt 8,21; 10,37; 19,29 stb.), azonban ezt nem mindenki tudja megérteni. Szent Pál a parúzia szem előtt tartásával ajánlja a szüzességet (1Kor 7), ugyanis aki házasságban él, azt a világ dolgai jobban lekötik, mint függetleneket és így az illető osztatlanul az Úré lehet (1Kor 7,7.26.28.32-34; Mt 24,19). Az erőt, amely a házaséletről való lemondáshoz szükséges, Pál a Lélek adományai között tartja számon, akárcsak az egyéb személyes hivatásokat, ezért állásfoglalása nem tekinthető a házasság lebecsülésének (Ef 5,21-23). Pál sehol nem szólít fel a házasságról való lemondásra, viszont óva int a tévtanítóktól (1Tim 4,3), akik a lebecsülik a házasságot. A szüzességet (cölibátust) Pál nem írja elő azok számára sem, akik különféle egyházi hivatalokat töltenek be, csupán azt kéri, hogy miután megözvegyültek, újból már ne kössenek házasságot (1Tim 3,2.12; Tit 1,6). A szüzesség fogalma a Szentírásban tehát – egyes más korabeli irányzatoktól eltérően – nem foglalja magában a házasság lebecsülését. Az apostoli idők után aszketikus gyakorlatnak számított a szüzesség. A 2. században János evangélistát is ilyennek tartották. Tertullianus szerint Szent Jánoson és más apostolok is ezt az életformát választották. Euszébiosz szüzességi életformát Fülöp diakónus négy lányára is vonatkoztatja (ApCsel 21,9).

## Az egyházban
391-ben a Római Birodalom államvallása lett a kereszténység, ezt követően a vértanúság helyét az új körülmények között felváltotta a szüzesség és az aszketikus élet mint a krisztusi életpélda ideális megvalósulási formája. Ezt megelőzően a szüzesség csak egy állapotot, hivatást jelentett, a középkorban pedig már a keresztény tökéletesség alapjaként tekintettek rá. A tipikus szent szűz volt. Ekkoriban tisztelték a leginkább a szüzességet és az „angyali életet” (vita angelica), ez részben a kolostori élet felvirágzásának is köszönhető volt. A tökéletesség három fokozatában (szüzek, özvegyek, házasok) a szüzességet tartották a legértékesebbnek. A görög atyák az ontológiai értelmezést hangsúlyozták, Aquinói Szent Tamás visszaadta a szüzesség erényként való kezelését a spekulatív teológiában az ontológiai felfogás mellett, ugyanakkor utat engedett azon vitasorozatnak is, amely a házasság rovására a szüzesség felsőbbrendűségét hangoztatta. Jézus tanítása a teremtéstörténet házasságra vonatkozó értékszemléletét elevenítette fel (Mt 19,4-6), életpéldája pedig a szüzesség ideálját állította követői elé. Ez a sajátos kettősség volt az, amely a keresztény szexuáletika irányát döntően meghatározta. A szüzességben az ember lemond pozitív, a szentségi házasságra jellemző értékekről és javakról, aminek ki kell fejeznie a szeretetet. Az egész keresztényi élet középpontja, valamint a keresztségi kegyelem legfőbb kibontakozása a mennyek országáért vállalt szüzesség. Krisztus hívja meg az embert erre az állapota, a szüzességben pedig a Krisztussal megélhető kapcsolat minden egyéb családi, társadalmi kapcsolatot megelőz (Lk 14,26; Mk 10,28-31). A szüzesség Krisztus visszatérésére való várakozás jele, amely egyben arra is emlékeztet, hogy a házasság ehhez a világidőhöz tartozik, amely elmúlik (Mk 12,25; 1Kor 7,31). Jézus Krisztus anyjának hitvallás értékű neve, a Szűz Mária (latinul Virgo Maria) Mária örök szüzességére utal.

## Antropológiai szempontok
Alapvetően a szüzesség egy mentalitás, egy gondolkodás- és értékelésforma. A fiataloknak azt kell megérteniük, hogy a szüzességet egyaránt kell őrizni és ápolni. Mélyebb emberi értelemben véve nem lehet szűznek „maradni”, hanem szűzzé „válni” kell. A lány számára elegendő időt kell biztosítani ahhoz, hogy szüzességben élhessen, különben nem fog érett nővé, feleséggé válni. Nem szabad semmit átugrani az életben, mivel csak a kellő ideig őrzött testi és lelki érintetlenség teremtheti meg azt az érzelmi feszültséget egy fiatal nő számára, ami ahhoz szükséges, hogy beteljesült asszonnyá válhasson. A házasság ilyen esetben a szüzességet nem szünteti meg, hanem nemesbíti, beteljesíti. Lelki értelemben az egyetlen férfival megélt hitvesi kapcsolat a szüzesség folytatása a szeretet illetve a szerelem kiteljesedésében. Az önuralom gyakorlásának egyik legfontosabb időszaka a szüzesség ideje. A nemiség értékelése ebben az időszakban tudatosul, annak nemes testi és mélyen lelki hatalma és szépsége, a másik nem csodálata és tisztelete, fokozatos megnyílás egy olyan intim dialógus előtt, amely sokszor csupán hosszas várakozást követően tud a lelkiből zökkenőmentesen átmenni a testek intim párbeszédébe. A fiatalok csakis ebben az állapotban tudják megtanulni értékelni a másik fél adottságait, igényeit, végül itt győzi le a fiatal az önzés gyerekes magatartását és hangolódik rá a másikra. Egy fiatal csak akkor tekintheti önuralmát egy életre szólónak, amikor képes lesz uralkodni nemi vágyain, még ha azok a legerőteljesebben törnek is ki belőle.